# Hysterocrates hercules
Hysterocrates hercules é uma espécie de aranha pertencente à família Theraphosidae (tarântulas).